# Астероиден пояс
Астероидният пояс е област в Слънчевата система, простираща се най-общо между орбитите на Марс и Юпитер. За нея е характерна най-голямата концентрация на астероиди. Поясът бива наричан още основен пояс, за да се разграничи от области с множество малки планети, като пояса на Кайпер например.

## Произход
Счита се, че планетите в Слънчевата система са се формирали през първите няколко милиона години от съществуването ѝ чрез „кондензация“ на материал от първичната слънчева мъглявина в протопланети. Впоследствие голяма част от протопланетите са се сблъскали и формирали значително по-големи тела, като например съвременните земеподобни планети и ядрата на газовите гиганти.
В областта на астероидния пояс силната гравитация на Юпитер е попречила на протопланетите да формират голямо тяло и те са останали в слънчева орбита. Поясът може да се разглежда само до известна степен като остатък от ранната Слънчева система, поради измененията на физическите условия, които е претърпял. Според някои хипотези астероидният пояс е остатък от планетата Фаетон, която е била разрушена. За разлика от астероидния пояс, за пояса на Кайпер се счита, че се е променил много малко от зараждането на Слънчевата система.

## Условията в астероидния пояс
В обществото е разпространена погрешната представа (донякъде подхранвана от научнофантастичните произведения), че астероидният пояс е „гъсто населен“ с астероиди, които търпят чести сблъсъци. Всъщност той е почти празен и астероидите в него са разпръснати в много голям обем.
Познати са десетки хиляди астероиди, а за общия им брой се счита, че е поне няколко милиона. Около 220 от тях са по-големи от 100 km. Най-големият известен е Церера, чийто диаметър е почти 1000 km. Общата маса на всички тела в астероидния пояс е около 2,3×1021 килограма (над 1/3 от която е масата на Церера), т.е. е по-малка от тази на Плутон.
Астероидният пояс е сравнително активна в астрономическия смисъл на думата среда, с чести (пак в астрономическия смисъл на думата) сблъсъци между астероиди. В зависимост от скоростта на сблъсъка могат да се наблюдават следните случаи: а) при сблъсък с висока скорост единият или и двата могат да се разпръснат на малки парчета (формирайки астероидно семейство); б) при умерена скорост двата астероида се отблъскват и могат да променят траекторията си; в) при сблъсък с ниска скорост, когато кинетичната енергия е малка, се задейства гравитацията помежду им и те могат да се слеят в нов, по-голям астероид.
Поради огромните разстояния между астероидите в пояса не съществува опасност за сблъсък с космически апарати, преминаващи през него. От друга страна, апарати, чиято мисия е изследване на астероиди, трябва внимателно да се насочат към целта си, за да я открият.

## Астероидният пояс в киното
- Филмът на Стенли Кубрик от 1968 г. „2001: Космическа одисея“ се отличава с изключително точното си научно представяне на Слънчевата система, както и на астероидния пояс. Космическият кораб Дискавъри, преминавайки през астероидния пояс, се сближава само с един-единствен астероид, и то на хиляди километри.